# روبن هاسي

## روابط إيضافية
- روبن هاسي على موقع رابطة محترفي التنس (الإنجليزية)
- روبن هاسي على موقع الاتحاد الدولي لكرة المضرب (الإنجليزية)
- روبن هاسي على موقع كأس ديفيز (الإنجليزية)
- روبن هاسي على موقع خلاصة التنس.كوم (الإنجليزية)
- روبن هاسي على موقع إي إس بي إن.كوم (الإنجليزية)
- روبن هاسي على موقع أوليمبيديا (الإنجليزية)
- Haase Recent Match Results
- Haase World Ranking History
- ITF profile

## وصلات خارجية
- روبن هاسي على موقع IMDb (الإنجليزية)